# Славянско благотворително общество
Славянското благотворително общество (на руски: Славянское благотворительное общество) или Славянски благотворителен комитет е обществена организация в Руската империя. Първият комитет е създаден в Москва в началото на 1858 година от група славянофили, начело с Михаил Погодин и съмишлениците му Хомяков, Сергей и Иван Аксакови, Самарин, Бахметев, граф Уваров, Катков, професорите Соловьов, Леонтиев, Бодянски, Буслаев и други. Председател на комитета през първите три години е Бахметев, а след него е Погодин, който заема поста 14 години, до смъртта си през 1875 г. Следващият председател – Иван Аксаков, според Марин Дринов е бил душата на тази организация още от създаването ѝ, макар че е най-напред е секретар, после председател и след смъртта на Погодин – председател.

Целта на организацията е да събира дарения и да подпомага православните славяни извън Русия. Появява се в отговор на разпространяващата се католическа пропаганда в Османската империя. Фактор за формирането на комитета е и борбата за независима българска църква. Славянското общество се занимава с разпространение на безплатна литература, раздаване на стипендии за следване в Русия, спонсориране построяването на училища и църкви.
Като част от обществото е създадено Славянското благотворително дружество, което да подпомага бежанците при започналата Руско-турска война (1877-1878).
През 1867 година Михаил Ф. Миркович подготвя „Этнографическая карта славянскихъ народностей“, издадена от славянското общество през 1874 година. През 1890 година дружеството в Санкт Петербург издава „Карта на славянскитѣ народи“, съставена от Н. С. Зарянко и издадена от В. В. Комаровъ, в която българите са дадени като мнозинство в Македония. След като сръбският пълномощен министър в Санкт Петербург Джордже Симич протестира срещу картата, в ново издание населението на Македония е отбелязано с различен цвят от българското, но върху легендата към карта не е отбелязана отделна цветова графа за македонски славяни и статистическата притурка към картата не е променена, като македонците остават в общото число за българите.